# Буйняков, Юрий Архипович
Юрий Архипович Буйняков (1930—2005) — специалист по гироскопическим приборам и устройствам.

## Биография
После окончания Ленинградского института точной механики и оптики в 1953 году Юрий Архипович работает контрольным мастером на приборостроительном предприятии в городе Саратове, а с 1953 по 1960 годы — инженером, начальником лаборатории на аналогичном предприятии в Серпухове Московской области.
С 1960 года работал в Миасском электромеханическом НИИ. Прошел путь от начальника лаборатории до начальника отдела, заместителя главного инженера, директора — главного конструктора НИИ (1962—1977), генерального директора — главного конструктора объединения (1977—1983, 1990—1995). В 1983 году Ю. А. Буйняков работал заместителем начальника отдела предприятия «Звезда» в Осташкове Калининской области. С 1995 года на пенсии.
Под руководством Ю. А. Буйнякова прошло становления предприятия как уникальной научно-исследовательской и производственной базы на Урале, созданы гироскопические приборы для систем управления ракетно-космических комплексов различного назначения, включая «Энергию-Буран». Он автор 57 изобретений, внедренных в разработки предприятия. Внес большой вклад в социально-экономическое развитие Миасса. При нем в северной части города (Машгородок) построено 74 жилых дома, две средние школы, восемь дошкольных учреждений, медсанчасть-92, Миасский электромеханический техникум, СГПТУ-89, пионерлагерь «Солнечный» на озере Тургояк.
Умер 30 мая 2005 года, похоронен на Тургоякском кладбище Миасса.

## Награды, премии, почётные звания
- Лауреат Ленинской премии (1966 г.)
- Кавалер ордена Ленина (1975 г.)
- Кавалер ордена Трудового Красного Знамени (1971 г.)
- Лауреат Государственной премии СССР (1981 г.)
- Почетный гражданин города Миасса (2003 г.)[1]